# Lago Christie
Lago Christie är en sjö i Chile.   Den ligger i regionen Región de Aisén, i den södra delen av landet, 1 600 km söder om huvudstaden Santiago de Chile. Lago Christie ligger 516 meter över havet. Arean är 6,9 kvadratkilometer. Den sträcker sig 5,4 kilometer i nord-sydlig riktning, och 6,1 kilometer i öst-västlig riktning.
Trakten runt Lago Christie består i huvudsak av gräsmarker. Trakten runt Lago Christie är nära nog obefolkad, med mindre än två invånare per kvadratkilometer.